# Heber City
Heber City – miasto w Stanach Zjednoczonych, w stanie Utah, siedziba administracyjna hrabstwa Wasatch.